# 송지나 (레이싱 모델)
송지나(1987년 2월 5일 ~ )는 대한민국의 레이싱 모델이다.

## 학력
- 홍성여자고등학교 졸업

## 활동 사항
- 2006년 KGTC 로케트 파워팀 모델
- 2006년 오토살롱 모델
- 2007년 서울모터쇼 모델
- 2007년 K-1 히어로즈 대회 K-1걸즈
- 2009년 광주 F1&월드슈퍼카쇼 모델
- 2009년 경주 밀레니엄모터쇼 세븐카 모델
- 2009년 서울오토살롱 익스트림걸즈
- 2009년 서울모터쇼 혼다 메인 모델
- 2009년 스피드 페스티벌 현대기아 레이싱 모델
- 2009년 CJ 오슈퍼레이스 챔피언십 현대기아모터스 전속 레이싱 모델
- 2013년 넥센타이어 전속 레이싱 모델